# Тераностика
Тераностика (англ. theranostics) [греч. Θεραπεία — забота, уход, лечение и διάγνωση — способный распознавать; θερα+γνώση = Тераностика] — новый подход к созданию фармацевтических композиций, заключающийся в комплексном решении терапевтических и диагностических проблем путём создания препаратов, которые являются одновременно и средством ранней диагностики, и терапевтическим агентом. Характерный пример такого подхода — сверхчувствительное детектирование циркулирующих в крови раковых клеток с одновременным их уничтожением, что потенциально может замедлить развитие метастазов, являющихся причиной до 90 % смертей от рака.

## Принцип действия
Направленная доставка тераностических композиций может осуществляться с помощью модульных конструкций на основе 1) белков суперсемейства иммуноглобулинов, или 2) фотолюминесцентных наночастиц с нацеливающими модулями, которые обеспечивают их доставку к клеткам-мишеням.